# ایستگاه بعدی: امید
| بررسی انتقادی | بررسی انتقادی |
| منبع          | رتبه‌بندی      |
| ------------- | ------------- |
| آل‌میوزیک      | [ ۱ ]         |
| داون‌بیت       | [ ۲ ]         |
| پیچفورک مدیا  | ۷٫۷/۱۰        |
| کیو           | [ ۴ ]         |
| رولینگ استون  | [ ۵ ]         |
| اسپین         | ۸/۱۰          |
| آنکات         | [ ۷ ]         |
| ویلج ویس      | A             |

ایستگاه بعدی: امید (اسپانیایی: Próxima Estación: Esperanza‎) آلبومی از هنرمند اسپانیایی‌تبار اهل فرانسه مانو چائو است که در سال ۲۰۰۱ منتشر شد.
عنوانِ این آلبوم موسیقی از اعلامِ درون قطاری خط ۴ متروی مادرید، پیش از رسیدن به ایستگاه متروی امید (اِسپرانسا) وام گرفته شده‌است. به یکی دیگر از ایستگاه‌های متروی مادرید به نام «خیابان صلح» نیز چندین بار در این ترانه اشاره می‌شود.
این آلبوم نامزد دریافت جایزه گرمی «بهترین اجرای راک/آلترناتیو لاتین» شد. همچنین در سال ۲۰۱۰ میلادی، این آلبوم در رتبهٔ ۶۵ام از فهرست «بهترین آلبوم‌های دهه» مجلهٔ رولینگ استون قرار گرفت و در سال ۲۰۱۲ همین مجله آنرا در رتبهٔ ۴۷۴ از «۵۰۰ آلبوم برتر تمام اعصار» خود قرار داد.

## فهرست ترانه‌ها

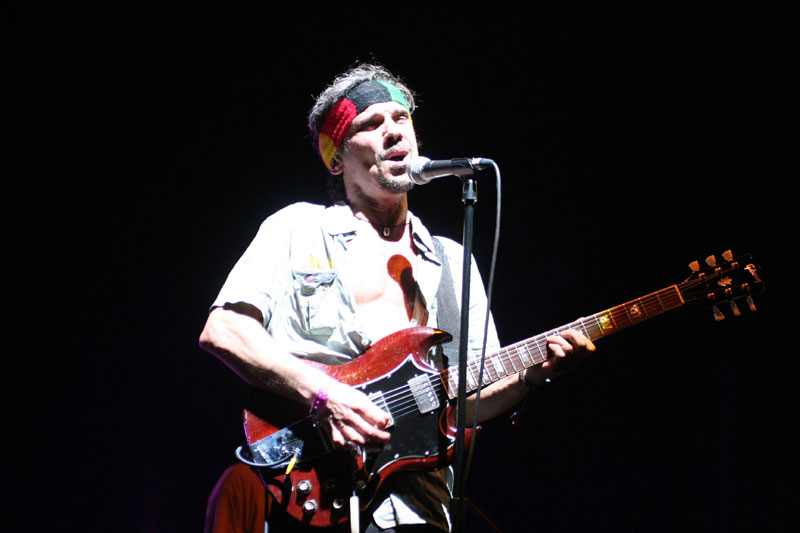
مانو چائو در سال 2007

همهٔ ترانه‌ها توسط مانو چائو، (به‌غیر از مواردی که ذکر شده‌است) نوشته شده‌است.
| شماره | نام                                                   | زبان              | مدت  |
| ----- | ----------------------------------------------------- | ----------------- | ---- |
| ۱.    | «مِری بلوز»                                            | انگلیسی           | ۳:۳۶ |
| ۲.    | «بیکسو»                                               | گالیسی            | ۱:۵۲ |
| ۳.    | «ال دورادو ۱۹۹۷» (مانو چائو، فرانسوا مسلُحی، تیتو ولز) | پرتغالی           | ۱:۲۹ |
| ۴.    | «بی‌بندوباری»                                          | انگلیسی           | ۱:۳۶ |
| ۵.    | «بهار»                                                | اسپانیولی         | ۱:۵۲ |
| ۶.    | «تو را دوست دارم»                                     | اسپانیولی فرانسوی | ۴:۰۰ |
| ۷.    | «دنیا»                                                | عربی              | ۴:۳۹ |
| ۸.    | «زندگی‌ام»                                             | اسپانیولی         | ۲:۳۲ |
| ۹.    | «در بند عشق»                                          | انگلیسی           | ۱:۵۴ |
| ۱۰.   | «قرار ملاقات»                                         | انگلیسی فرانسوی   | ۱:۵۶ |
| ۱۱.   | «آقای بابی»                                           | انگلیسی           | ۳:۴۹ |
| ۱۲.   | «بابا»                                                | اسپانیولی         | ۲:۵۱ |
| ۱۳.   | «دختر کوچک چینی»                                      | اسپانیولی         | ۱:۳۳ |
| ۱۴.   | «جزر و مد»                                            | اسپانیولی مکزیکی  | ۲:۱۶ |
| ۱۵.   | «مردان» (مانو چائو، والریا دوس سانتوس کوستا)          | پرتغالی برزیلی    | ۳:۱۸ |
| ۱۶.   | «گاو خشمگین»                                          | اسپانیولی         | ۲:۲۳ |
| ۱۷.   | «غم بی‌پایان»                                          | اسپانیولی         | ۳:۵۶ |